# 13e cérémonie des British Independent Film Awards
La 13e cérémonie des British Independent Film Awards, organisée par le jury du Festival de Raindance, a eu lieu le 5 décembre 2010, et a récompensé les films indépendants réalisés dans l'année.

## Palmarès

### Meilleur film
- Le Discours d'un roi (The King's Speech)
  - We Are Four Lions (Four Lions)
  - Monsters
  - Never Let Me Go

### Meilleur film indépendant britannique
- - Kick-Ass

### Meilleur réalisateur
- Gareth Edwards pour Monsters
  - Mike Leigh pour Another Year
  - Matthew Vaughn pour Kick-Ass
  - Tom Hooper pour Le Discours d'un roi (The King's Speech)
  - Mark Romanek pour Never Let Me Go

### Meilleur acteur
- Colin Firth pour le rôle du roi George VI dans Le Discours d'un roi (The King's Speech)
  - Jim Broadbent pour le rôle de Tom Hepple dans Another Year
  - Riz Ahmed pour le rôle d'Omar dans We Are Four Lions (Four Lions)
  - Scoot McNairy pour le rôle d'Andrew Kaulder dans Monsters
  - Aidan Gillen pour le rôle d'Aidan dans Treacle Jr.

### Meilleure actrice
- Carey Mulligan pour le rôle de Kathy H  dans Never Let Me Go
  - Manjinder Virk pour le rôle de Lorraine Dunbar dans The Arbor
  - Ruth Sheen pour le rôle de Gerri Hepple dans Another Year
  - Andrea Riseborough pour le rôle de Rose dans Brighton Rock
  - Sally Hawkins pour le rôle de Rita O'Grady dans We Want Sex Equality (Made in Dagenham)

### Meilleur acteur dans un second rôle
- Geoffrey Rush pour le rôle de Lionel Logue dans Le Discours d'un roi (The King's Speech)
  - Kayvan Novak pour le rôle de Waj dans We Are Four Lions (Four Lions)
  - Guy Pearce pour le rôle d'Édouard VIII dans Le Discours d'un roi (The King's Speech)
  - Bob Hoskins pour le rôle d'Albert dans We Want Sex Equality (Made in Dagenham)
  - Andrew Garfield pour le rôle de Tommy D  dans Never Let Me Go

### Meilleure actrice dans un second rôle
- Helena Bonham Carter pour le rôle d'Elizabeth Bowes-Lyon dans Le Discours d'un roi (The King's Speech)
  - Lesley Manville pour le rôle de Mary Hepple dans Another Year
  - Rosamund Pike pour le rôle de Lisa dans We Want Sex Equality (Made in Dagenham)
  - Keira Knightley pour le rôle de Ruth dans Never Let Me Go
  - Tamsin Greig pour le rôle de Beth Hardiment dans Tamara Drewe

### Meilleur espoir
- Joanne Froggatt – In Our Name
  - Manjinder Virk – The Arbor
  - Andrea Riseborough – Brighton Rock
  - Tom Hughes – Cemetery Junction
  - Conor McCarron – Neds

### Meilleur scénario
- Le Discours d'un roi (The King's Speech) – David Seidler
  - We Are Four Lions (Four Lions) –  Jesse Armstrong, Sam Bain, Simon Blackwell et Chris Morris
  - Kick-Ass – Jane Goldman et Matthew Vaughn
  - We Want Sex Equality (Made in Dagenham) – William Ivory
  - Never Let Me Go – Alex Garland

### Meilleure production
- Monsters
  - The Arbor
  - In Our Name
  - Skeletons
  - StreetDance 3D

### Meilleur technicien
- Monsters – Gareth Edwards (effets visuels)
  - The Arbor – Tim Barker (son)
  - Brighton Rock – John Mathieson (photographie)
  - L'Illusionniste – Sylvain Chomet (animations)
  - Le Discours d'un roi (The King's Speech) – Eve Stewart (décors)

### Meilleur documentaire britannique
- Enemies of the People
  - The Arbor
  - Faites le mur ! (Exit Through the Gift Shop)
  - Fire in Babylon
  - Waste Land

### Meilleur court métrage britannique
- Baby
  - Photograph Of Jesus
  - Sign Language
  - Sis
  - The Road Home

### Meilleur film étranger
- Un prophète •  France
  - Canine (Κυνόδοντας) •  Grèce
  - Amore (Io sono l'amore) •  Italie
  - Dans ses yeux (El secreto de sus ojos) •  Argentine
  - Winter's Bone •  États-Unis

### Douglas HickoxAward
Meilleur premier film.
- Clio Barnard – The Arbor
  - Deborah Gardner-Paterson – Africa United
  - Rowan Joffé – Brighton Rock
  - Chris Morris – We Are Four Lions (Four Lions)
  - Gareth Edwards – Monsters

### RaindanceAward
- Son of Babylon
  - Brilliant Love
  - Jackboots On Whitehall
  - Legacy
  - Treacle Junior

### Richard HarrisAward
- Helena Bonham Carter

### VarietyAward
- Liam Neeson

### Special Jury Prize
- Jenne Casarotto